# Gestion des connaissances
La gestion des connaissances (en anglais knowledge management) est une démarche managériale pluridisciplinaire qui regroupe l'ensemble des initiatives, des méthodes et des techniques permettant de percevoir, identifier, analyser, organiser, mémoriser, partager les connaissances des membres d'une organisation – les savoirs créés par l'entreprise elle-même (marketing, recherche et développement) ou acquis de l'extérieur (intelligence économique) – en vue d'atteindre un objectif fixé.

## Gestion des connaissances appliquée aux groupes
Nous sommes submergés d'informations. Les entreprises, les scientifiques ou même les particuliers sont maintenant obligés d'appliquer une stratégie dans le traitement et la transmission de l'information dans les activités de tous les jours : voter, travailler, chercher un emploi, gagner des marchés, etc.
« La Gestion des Connaissances est une démarche stratégique pluridisciplinaire visant à atteindre l'objectif fixé grâce à une exploitation optimale des connaissances ».
D'après des praticiens et des académiciens tels que R. C. Tisseyre, Larry Prusak, J.Y. Prax [réf. souhaitée], C. Desprès [réf. souhaitée] et D. Chauvel [réf. souhaitée], il est nécessaire en gestion des connaissances de faire la distinction entre les données, les informations et les connaissances considérées comme des composantes qui mènent vers la prise de décision, et l'action.
Dans le domaine de l'entreprise ou plus globalement d'une organisation, la gestion des connaissances sert à capitaliser les connaissances accumulées dans l'organisation. Cette capitalisation prend généralement la forme de méthodes d'aides à la diffusion et l'organisation de documents. Ainsi, la gestion des connaissances dans une organisation prend la forme d'une gestion documentaire pour conserver les documents internes et pour cibler et capitaliser les documents externes qui peuvent être jugés utiles.[réf. souhaitée]
Cependant avec l'arrivée du Web, des services globalisés (comme Wikipédia) et des concepts du Web sémantique, la gestion des connaissances traite maintenant non plus seulement des documents mais aussi des données au sein des documents internes ou des documents externes via le Web ou encore des services externe via Internet (à travers leurs API). Face à la quantité de données disponibles et potentiellement intéressantes pour l'entreprise, le domaine gestion des connaissances englobe également tous les outils et travaux de recherche qui ont vocation à simplifier la réutilisation de ces données au sein des organisations comme avec les plates-formes de réseaux sociaux ou les technologies du Big Data, etc.[réf. souhaitée]
La gestion des connaissances s’appuie sur différentes disciplines telles que la théorie des organisations, les sciences cognitives, les sciences sociales, les sciences de l’information et de la communication et l'informatique.

## Historique du traitement des informations dans les organisations
Traditionnellement, l'information utile à une organisation est essentiellement détenue par les membres de cette organisation. Une gestion des connaissances existe donc depuis toujours à travers sa transmission pour permettre à l'organisation de survivre à tous les aléas qu'elle peut rencontrer (ex : mutation, départ, démission, licenciement, ou autres causes d'indisponibilité de l'information). Cependant, cette gestion est souvent peu formalisée.
Dans les années 1950, des travaux visant la mise au point d'une intelligence artificielle pouvant rivaliser avec celle de l'homme, ont été lancés. Les premières tentatives visaient la résolution de problèmes d'ordre général. L'échec qui s'ensuivit poussa les chercheurs à restreindre le champ des problèmes à résoudre. C'est ainsi qu'est né le concept de système expert.
Dans les années 1980, les travaux sur les systèmes experts permirent par la suite la création des premiers systèmes d'aide à la décision. Cependant, ces derniers souffraient à l'époque de la pauvreté des données représentants une connaissance formalisée, élément de base de leur fonctionnement. C'est également dans les années 1980 que grâce à ces progrès et à partir des constats réalisés que la gestion des connaissances a véritablement émergé.
Depuis son amorce dans les années 1990, puis son développement qui suivit, la gestion des connaissances a été développée dans de nombreuses formations et de nombreux établissements, notamment les universités (masters, doctorats). Ces masters sont recherchés dans les entreprises voulant implémenter un programme de gestion des connaissances. L'apparition de nouveaux rôles dans l'entreprise, particulièrement les Knowledge Managers (ou gestionnaires des connaissances), explique le nombre de thèses universitaires sur ce sujet.
Instaurée en France par la loi de programmation pour la cohésion sociale du 18 janvier 2005, la gestion des connaissances qui est un élément de la Gestion prévisionnelle de l’emploi et des compétences (GPEC), devient obligatoire dans la négociation sur la stratégie de l’entreprise et ses effets prévisibles sur l’emploi et sur les salaires.
Depuis novembre 2018, existe la norme ISO30401 publiée en France par l'Afnor traitant des exigences des systèmes de management des connaissances. Un autre référentiel pouvant être cité est le HB 275 en Australie datant de 2001 et ayant pour titre La gestion des connaissances - un projet cadre pour réussir dans l'ère des connaissances. Cet ouvrage vise à définir et proposer une démarche à la notion de knowledge management. En France, l'Afnor a tenté d'adapter le HB 275 australien dans l'ouvrage Knowledge Management - Réussir votre démarche. S'apparentant à une norme de type ISO 9000, il cherche à clarifier la marche à suivre dans le processus de gestion des connaissances.

## Enjeux et objectifs: le rôle de la gestion des connaissances
La gestion des connaissances a un rôle important afin de pérenniser, réutiliser, valoriser et diffuser les connaissances produites par une organisation afin de mieux les protéger et les valoriser. Cette valorisation passe par un avantage concurrentiel qui peut ouvrir à une collaboration profitable entre des organisations. De plus, les organisations qui maîtrisent leurs connaissances, peuvent prendre de meilleures décisions et plus rapidement pour s’adapter plus facilement à leurs environnements.
Depuis les années 1980 avec la multiplication des plans licenciements et surtout depuis 2000 avec l'accélération des départs à la retraite des baby boomers, le besoin de pérenniser les savoir-faire de l'organisation dans le but de réduire la sensibilité de son activité au départ de ses membres devient un enjeu stratégique dans les organisations.
La quantité d'informations disponibles pour les membres d'une organisation est de plus en plus importante à cause des outils dont ils disposent comme avec le Web ou à travers leurs intranets. La capacité d'un être humain à trouver l'information dont il a besoin sans l'aide d'une machine devient donc de plus en plus difficile voire impossible. La réutilisation des connaissances déjà disponibles est un des objectifs de la gestion des connaissances.
De plus, cela permet d'accélérer la capacité d’apprentissage des nouveaux arrivants. De même pour les acteurs en place, la mise en commun de cours de formation, et la possibilité d’y accéder à tout moment, est un facteur de sécurisation tant à court terme (capacité à intégrer tout nouveau concept) qu'à plus long terme (capacité à évoluer par auto-formation).
Les compétences, les métiers, les savoirs, les savoir-faire et les brevets constituent une richesse dans une organisation. L'organisation doit savoir faire fructifier ce capital immatériel. De plus, la gestion de ce capital permet d'améliorer la performance d'une organisation à travers la motivation du personnel dont les connaissances sont ainsi valorisées. Les experts sont ainsi encouragés à développer une culture du partage qui facilite la capacité d’innovation au sein de l'organisation.
Cette gestion des connaissances va permettre également d'améliorer la prise de décision en diminuant la subjectivité et le temps pour prendre cette décision. De plus, la mise à disposition des moyens informatiques permet de « tracer » toutes les raisons d’une décision et facilite ainsi le retour d'expérience pour améliorer les décisions suivantes.
Pour finir, l'arrivée du Web et de l'informatique dans la société l'ont profondément changée en une société de la connaissance. Cela se traduit dans les organisations par la mise en œuvre des pôles de compétences qui nécessitent une politique d’ingénierie des connaissances, mise en place en Europe à travers la stratégie de Lisbonne (2001). Concrètement, cela pousse les organisations à devoir collaborer à travers des pôles de compétitivité sur les territoires, en mettant en commun des compétences et connaissances, et surtout à les concrétiser dans leur mise en œuvre sur le terrain. La gestion des connaissances devient dès lors indispensable pour réussir à nouer durablement des alliances et partenariats dans le contexte de mondialisation économique.
Autre conséquence de cette société de la connaissance avec l'Internet et le Web, la circulation d'information sans gestions de leurs impacts à l’extérieur peut entraîner des risques de diffamations ou des risques économiques comme avec un espionnage industriel ou même des problèmes de sécurité au niveau des États. Au sein des organisations contrôler la diffusion des connaissances constitue un enjeu majeur.

## Appréhender les différentes formes des connaissances, pour les exploiter au mieux

### Différence sémantique
Il faut donc bien distinguer les différents concepts nécessaires afin d'exploiter de manière optimale les connaissances.

#### Source de l'information - donnée
Une source est l'origine humaine d'une information ou l'origine technique d'une donnée. Là où une source primaire présente des données ou informations fournies par le témoin humain ou technique de première main d'un phénomène, une source secondaire va décrire les sources primaires en y ajoutant des commentaires, des analyses et une critique de sources primaires.
Une source tertiaire est une sélection et une compilation de sources primaires et secondaires.

#### Donnée: description élémentaire d'une réalité
Une donnée est une description élémentaire d’une réalité. C’est par exemple une observation ou une mesure effectuée en fonction d'un étalon de référence.
On divise les données au moins en deux catégories : les données brutes et les données (ou jeu de données ou data).
Les données brutes sont les données non interprétées émanant d'une source primaire qui n'ont été soumises à aucun traitement ou toute autre manipulation (On parle aussi de données primaires car produites pour une source primaire). Les données brutes peuvent être utilisées dans un programme informatique ou dans des procédures manuelles telles que l'analyse statistique d'une enquête. Il peut s'agir des données binaires des périphériques de stockage électroniques comme les lecteurs de disque dur.
Les données brutes sont supposées fiables si l'instrument ou l'observateur qui les a produites, a été étalonné. Les faits obtenus sans fournir les données brutes sont de plus en plus soumis à caution. Il devient suspect de ne pas les conserver car depuis quelques années, il y a une multiplication des scandales qui portent sur les erreurs des connaissances induites à partir de données brutes.
Les données sont généralement, sans autres précisions, le résultat d'un travail préalable sur les données brutes qui permettra de leur donner un sens. La manière de collecter, sélectionner et traiter les données brutes sont autant d'interprétations implicites qui peuvent biaiser l’interprétation finale. Par exemple, des données dans un graphique permettront à un être humain d'y associer un sens (une interprétation) et ainsi créer une nouvelle information.
Autre exemple, un institut de sondage ne dévoile jamais les redressements sur les données brutes qu’il opère ni les raisons motivant ces ajustements et cela influencera forcément l'interprétation de ces données tronquées voire falsifiées,.

#### Information: donnée porteuse de sens
Les informations font référence aux données porteuses de sens. Elles sont construites en fonction de règles et par interprétation des données d'un environnement précis. Les informations sont subjectives, c'est-à-dire liées à l'intention de l'émetteur-sujet de délivrer un message. Dès lors que les informations qui servent un message, reposent sur des données falsifiées, on parle alors de falsification et de désinformation.
À l'inverse des données, une information est immatérielle, c'est une combinaison [réf. nécessaire] :
- de données ;
- de leur interprétation par les hommes qui puisent dans leur expérience personnelle et/ou collective ;
- de modèles, théories, ou croyances qui donnent leur sens à ces informations (Jean-Yves Prax)[17] [réf. nécessaire].

On parle de « bruit » quand des informations n'apportent pas de gain de connaissances. Par exemple, un « bruit de couloir » est une information qui n'est pas nécessairement utile à tous les employés dans une entreprise. En science, on parle de bruit de mesure lorsque des données contiennent des signaux parasites qui viennent se superposer aux informations que l'on souhaite récupérer. Ces signaux sont une gêne pour la compréhension de l'information. Pour récupérer l'information utile, il est nécessaire de retirer le bruit des données brutes pour simplifier le traitement des données porteuses de sens.
Les données permettant de rendre vérifiable une information dont les données brutes sont factuelles, peuvent être facilement capitalisées et transportées dans des documents ou bases sous forme explicite. Ce besoin de stocker des informations est à l'origine des sciences cognitives et du Web sémantique et influence la théorie de l'information.
Dans le mouvement du Web sémantique, les informations peuvent être accessibles et stockées dans le Web à l'aide des technologies des Web des données (Linked Data, en anglais) où les données sont représentées avec la norme Resource Description Framework (RDF) et leurs sens y sont attachés à travers l’utilisation des ontologies du World Wide Web Consortium (W3C) (RDFS, SKOS ou OWL) ou de toute autre ontologie accessible en ligne.

#### Connaissance: s'approprier et interpréter l'information
Une connaissance, en gestion des connaissances, correspond à l'appropriation et l'interprétation des informations par des êtres humains. Elle peut être formalisée pour être utilisable à des fins opératoires. Elle est vérifiable et sert l'action.
Le concept de connaissance fait appel aux questions de sens portées notamment par les notions telles que le langage, la sémantique, les croyances, la conscience. Pour passer des données à de l'information et enfin à une connaissance, il faut effectuer un traitement cognitif de ces données.
La connaissance, stricto sensu, est un item bien plus humain, subjectif, et souvent tacite que peut l'être une information. Pour exemple : « Pour avoir chaud, il suffit de monter le chauffage. » Notons ici que sont éliminées d'autres interprétations possibles de la situation, comme : « pour avoir chaud, vous devez bouger davantage », ou « la température de la pièce monta d'un cran » (en référence à une querelle).
Ainsi, ce qu'on nomme connaissance, information ou interprétation dépend entièrement d'une décision de limiter le contexte sémantique, cette décision pouvant dépendre à son tour des acteurs qui ont le pouvoir d'organiser la conversation sur les connaissances pertinentes. Le choix de ne retenir que le sens des termes utilisés par la hiérarchie de l'organisation, comme dans les systèmes d'information, contient une part d'arbitraire stratégique. Négliger cet aspect revient à transformer la connaissance en une croyance indiscutable.
On distingue deux types de connaissances :
- la connaissance comme construction sociale (approche constructiviste) dont la valeur de vérité dépend du consensus collectif (par exemple monogamie, droits de l'homme, le taux de TVA en France = 20 %…) ;
- la connaissance comme vérité naturelle (approche positiviste), dont la valeur de vérité provient d'une démonstration irréfutable contenue dans des axiomes, théorèmes, et universaux en tous genres, en général corrélés à l'expérience du réel et indépendants de la volonté des acteurs (par exemple F = mγ, U = RI, E = mc²…).

Dans les entreprises, la connaissance correspond au capital d'expertise que détiennent les êtres humains dans les différents domaines (marketing, R&D, achats, commercial, juridique…) qui constituent le cœur de métier de l'entreprise. On peut distinguer deux types de connaissances :
- les connaissances internes, liées aux produits / services, aux compétences des employés, à la culture institutionnelle et aux méthodes de leadership utilisées ;
- les connaissances externes, liées à la connaissance du marché, des concurrents, des tendances technologiques, et les caractéristiques des clients.

Afin d'améliorer l'efficacité, la sécurité et la fiabilité des opérateurs et des traitements de connaissances, ainsi que l'accessibilité des connaissances par les usagers, de nombreuses technologies existent permettant la modélisation et le transport des informations dans les systèmes d'information d'organisation. S'y ajoutent des outils de synthèse de ces informations permettant aux usagers de se les approprier plus rapidement. Ces technologies de l'information sont liées aux sciences cognitives (technologies cognitiques) et aux ontologies (technologie du Web sémantique).

#### Raisonnement … Le traitement de l'information
La représentation formelle des connaissances (ou des croyances) sous forme de raisonnement permet d'automatiser divers traitements sur les informations. C'est un des domaines de recherche de l'intelligence artificielle symbolique : la simulation de raisonnements intelligents à partir d'informations.
Un grand nombre de types de raisonnements humains a été modélisé. La logique propositionnelle est le type de raisonnement le plus utilisé dans l'informatique car le plus simple à reproduire. En effet, un grand nombre de décisions ou d'actions simples peut être reproduit à l'aide de techniques algorithmiques.
La déduction ou inférence est un autre modèle de raisonnement qui ne repose pas sur une construction logique ou démontrable au sens mathématique du terme. Elle implique le recours à l'interprétation. Michel Saucet, dans son ouvrage sur la sémantique générale (ed. Courrier du Livre) propose une histoire pour comprendre la conséquence d'une inférence : « Imaginez, vous vivez en famille dans une maison. Devant la maison, une ambulance est arrêtée ».
En pensant à la scène et en vous imaginant en situation, il est peu probable que vous ne fassiez pas d'inférence. C'est-à-dire que vous n'envisagiez pas également que chez vous une personne soit malade ou même que la voiture soit en panne. Il est peu probable que vous en restiez au seul constat. L'inférence est moins l'interprétation faite que le seul fait d'ajouter une information supplémentaire qui est le résultat d'un raisonnement fondé sur une connaissance préalable.
Des technologies comme Rule Interchange Format (RIF) permettent de segmenter et représenter les raisonnements sous forme de règle qui est l'une des plus simples notions en informatique : c'est une construction « si (if) - alors (then) ». Si certaines conditions (dans la partie si) sont vérifiables avec certaines données, alors la conclusion (la partie alors) est traitée.
Issu de la logique, les systèmes de règle utilisent la notion de prédicats qui permet l'inférence ou non de données ou d'objets. Par exemple, le fait que deux personnes soient mariées, peut être représenté avec des prédicats comme Marié(Lisa, John). Marié est un prédicat qui offre une inférence entre Lisa et John. En ajoutant la notion de variables, une règle pourrait ressembler à :
Si marié(?x, ?y) alors aime(?x, ?y)
Ainsi pour chaque paire de ?x et ?y (par exemple, Lisa et John) où le prédicat Marié est appliqué, un système informatique pourra déduire avec cette règle que le prédicat Aima s'applique à la paire ?x et ?y.
Les règles sont un moyen simple de savoir représenter un raisonnement, et sont une simplification radicale de logique du premier ordre pour laquelle il est relativement facile de mettre en œuvre des moteurs d'inférence qui peuvent traiter les conditions et déduire des conclusions.
Les systèmes de règles ont été appliqués et étudiés depuis le milieu des années 1970 et ont été largement adoptés dans les années 1980 lors de l'apparition des systèmes experts.

#### Savoir-faire, la perspective des connaissances ponctuelles à long terme
En gestion des connaissances comme en cognitique industrielle, on fait aussi la distinction entre l'information, la donnée brute, la connaissance, qui est la sélection, l'appropriation et l'interprétation des informations par les hommes (Jean-Yves Prax), ainsi que « les savoirs », qui mettent en perspective les connaissances ponctuelles à long terme.
Dans les entreprises, la connaissance (au sens limité de celle qui est pertinente pour l'organisation) correspond à un capital de compétences que détiennent les hommes et les femmes dans différents domaines professionnels (exemples : marketing, R&D, ingénierie, production, logistique, approvisionnements, commercial, juridique…) constituant ce que l'entreprise nomme son cœur de métier (exemple : « Constructeur d'automobiles » pour Renault).
Ces compétences doivent être gérées et capitalisées pour améliorer l'efficacité globale de l'entreprise. Des modèles méthodologiques de KM - tels que KnoVA, MKSM ou encore MASK - peuvent distinguer jusqu'à six types de connaissances pour décrire une compétence métier, représentative d'un savoir-faire professionnel particulier à une entreprise :
- les connaissances contextuelles, décrivant la culture métier du savoir-faire à l'aide des contextes reconnus ;
- les connaissances opératoires, décrivant le processus métier du savoir-faire à l'aide des activités prises en compte ;
- les connaissances comportementales, décrivant l'expertise métier du savoir-faire à l'aide des règles imposées ;
- les connaissances terminologiques, décrivant le vocabulaire métier du savoir-faire à l'aide de termes décidés ;
- les connaissances singulières, décrivant l'expérience métier du savoir-faire à l'aide de cas sélectionnés ;
- les connaissances évolutives, décrivant l'évolution métier du savoir-faire à l'aide de retours d'expérience choisis.

Cependant, un fossé demeure entre la connaissance d'un savoir-faire et l’action de le mettre en œuvre. Dans les entreprises, on parle souvent d'inertie dans sa prise de décision à cause du décalage entre savoir et faire.

#### Compétence: la mobilisation des informations dans une action ou une décision
Les compétences sont les attitudes et aptitudes mobilisables à une situation concrète afin de réussir une action ou prendre une décision.
Pour Philippe Zarifian, la compétence comprend trois dimensions :
- Le savoir-être : une attitude de prise d'initiative et de responsabilité face aux situations dont l'individu ou le groupe a la charge et auxquelles il se confronte, en visant la réussite de leur action ;
- Le savoir-faire, qui exprime l'intelligence pratique de ces situations et s'appuie sur la mobilisation de l'expérience et de connaissances acquises ;
- L'existence, le développement, la consolidation et la mobilisation de réseaux d'acteurs qui contribuent directement à la prise en charge des situations ou apportent un soutien.

Pour Claude Levy-Leboyer, la compétence est « la mise en œuvre intégrée d'aptitudes, de traits de personnalité et aussi de connaissances acquises, pour mener à bien une mission complexe dans le cadre de l'entreprise qui en a chargé l'individu, et dans l'esprit de ses stratégies et de sa culture »
Selon Noam Chomsky[réf. nécessaire], il est difficile de formaliser les compétences d'un individu car il y a une réelle séparation entre compétence et habilité. On peut être compétent sans que cela ne se traduise par une performance correspondante, car, entre la compétence du locuteur et sa performance, interviennent de nombreux facteurs qui semblent être autant de perturbations. Ils ne peuvent en tous cas pas être mis au compte de la compétence. Par exemple, un chercheur peut être compétent dans son domaine mais ne pas avoir les moyens d'être performant dans son domaine par manque de ressources.
Au-delà de cette distinction compétence/performance ou des différences de définitions en fonction du contexte, la compétence est ce qui permet la créativité, c'est-à-dire la non reproduction de l’existant et aussi l'aptitude à s'adapter aux changements. Dès lors, toute tentative de formalisation des compétences via un système d'information est forcément incomplet car on ne sait pas décrire formellement la capacité créative d'une compétence qui se base sur les connaissances acquises tout au long d'une vie.

#### Communautés, mise en commun de compétences, d'expertises et de connaissances: répondre à un problème donné
- Définition générale : « Une communauté est un groupe auto-organisé ayant un partage et une attention sur un sujet, une identité (reconnaissance dans la communauté), des connaissances en construction et qui se capitalisent » (R. Collin, KM Forum, 2003[réf. incomplète]).

Il existe différents types de communautés : les communautés de pratique, épistémiques, intérêts et de groupe projet.
La notion de communautés de pratique est une terminologie pour désigner les logiques ancestrales des métiers telles que le compagnonnage. Cette théorie prône une perspective sociale de l’apprentissage, insérée dans les pratiques collectives au sein des communautés de pratique. La théorie des communautés de pratiques formalisée par Wenger (1998) s'inscrit dans une évolution épistémologique qui a conduit le domaine de la gestion des connaissances d'une vision technocentrée vers une vision anthropocentrée.
D’après Wenger, une communauté est un groupe de personnes reliées de manière informelle qui interagissent, apprennent ensemble sur tous les aspects de leurs pratiques, partagent leurs savoirs, construisent des relations et à travers cela développent un sentiment d’appartenance et d'engagement mutuel. Cet échange permanent crée une intelligence collective visant à améliorer l'innovation au sein du groupe.
Le fonctionnement d'une communauté de pratique repose sur quatre piliers :
- une équipe : un ensemble d’acteurs fédérés autour d’un même objectif, un même thème,
- des gens qui partagent des ressources immatérielles,
- des gens qui coopèrent,
- une culture commune et un système d’intérêt commun.

Les communautés épistémiques sont des encyclopédies vivantes comme Wikipédia, structurées afin de produire délibérément de nouvelles connaissances. Elles se rapprochent des Gemeinschaft dont il existe trois formes (Tönnies) : communautés de sang, de village et de souvenirs.
À l'inverse, les communautés de pratique développent de nouvelles connaissances de manière plus indirecte, à travers leurs pratiques quotidiennes et la circulation de bonnes pratiques.
La recherche scientifique forme une communauté épistémique car elle se définit souvent comme étant un processus de production de nouvelles connaissances. Ceci s’effectue toujours en se basant sur l’établissement de l’état de l’art qui consiste à rechercher toutes les informations existantes concernant le domaine de recherche et à en faire une synthèse. Ainsi, la gestion de connaissances se montre indispensable aidant, d’une part, à mieux comprendre l’existant et d’autre part, à mieux organiser les nouvelles connaissances de façon qu’elles soient compréhensibles et réutilisables par des générations futures.
Une communauté d'intérêt est un groupe composé d'individus qui partagent soit une identité, soit des expériences et des préoccupations. Elle se compose de personnes qui sont personnellement touchées par un problème commun, soit directement, soit dans leur entourage. L'appartenance à une communauté de ce type les aide à comprendre, interpréter leur condition et à chercher des solutions aux problèmes qu'ils peuvent rencontrer.
Le groupe projet est un groupe de personnes, réunies temporairement pour leurs compétences, chargées d'étudier un projet pour répondre à un problème précis, de lui donner une solution rapide et d'en suivre de près l'exécution.
Cette définition met en avant la mise en commun de compétences, d'expertises et de connaissances afin de répondre à un problème donné. Cela permet notamment de développer la capacité d'innovation du groupe.

#### Écosystème: favoriser l'évolution dynamique des interactions
Un écosystème de connaissances est une approche de la gestion des connaissances qui prétend favoriser l'évolution dynamique des interactions de connaissances entre différentes entités pour améliorer la prise de décision et l'innovation grâce à l'amélioration des réseaux évolutifs de collaboration. Contrairement aux efforts de gestion purement directifs qui tentent soit de gérer soit d’aboutir directement au résultat, les écosystèmes des connaissances adoptent le fait que les stratégies de connaissances doivent se concentrer davantage sur l'activation de l'auto-organisation en réponse à des environnements changeants.
L'adéquation entre les connaissances et les problèmes auxquels elles sont confrontées définit le degré d’« aptitude » d'un écosystème de la connaissance. Les écrits traitant de telles approches écologiques incorporent généralement des éléments de théorie des systèmes complexes adaptatifs.

### Différences pratiques des grands types de connaissances
La gestion des connaissances distingue deux grands types de connaissances, conformément aux apports de la psychologie cognitive : les connaissances tacites et explicites.
| Connaissances explicites                 | Connaissances tacites                |
| ---------------------------------------- | ------------------------------------ |
| Formalisées                              | Non explicitables                    |
| Données, modèles, algorithmes, processus | Talent, habilités, secrets de métier |

D'autres argumentent que cette distinction entre connaissances explicites et tacites est fausse et que la connaissance est une dualité.

#### Connaissances tacites
Les connaissances tacites sont les connaissances appartenant aux représentations mentales, profondément ancrées dans les personnes et leurs vécus. Elles sont généralement difficiles à « formaliser » par écrit a contrario des connaissances explicites. Elles sont alors plus généralement transmises de personne à personne, par exemple lors de la transmission de savoir entre un expert dans un domaine et un apprenti.
Elles regroupent les compétences innées ou acquises, les savoir-faire et les expériences de l'individu. Par exemple, le spécialiste d'un domaine applique les règles et principes qu'il a appris, les adapte en fonction du contexte, des circonstances, etc. sans pouvoir forcément en expliciter les raisons. Cette aptitude cognitive relève du domaine du raisonnement par cas : un cas correspondant à la compilation de raisonnements vécus par l'expert et comprenant principalement la description de la situation (c'est-à-dire: l'entrée) et de la solution proposée (c'est-à-dire : la sortie) sans indication explicite du cheminement du raisonnement (c'est-à-dire: la preuve logico-déductive).
Exemples de connaissances tacites : « savoir façonner un sabot dans une bille de bois », « savoir vendre une voiture », « savoir reconnaître une pierre précieuse d'une imitation ».

#### Connaissances explicites
Ce sont des connaissances clairement articulées au niveau d'un document écrit (ex: U = R.I : loi d'Ohm des électriciens), d'un système informatique (par exemple Wikipédia), ou d'un automatisme dans la mémoire d'une machine (ex : trajectoire d'usinage en spirale de l’évidement prismatique d'une pièce mécanique aéronautique). Ces connaissances sont alors transférables physiquement car elles apparaissent sous forme tangible (par exemple document, logiciel, machine). Elles sont alors vérifiables et réutilisables comme avec les connaissances contenues dans une encyclopédie.
Elles peuvent être facilement codées et enregistrées dans des bases de données informatiques.

## 3 dimensions complémentaires
Une bonne gestion de connaissances doit intégrer trois composantes indispensables et complémentaires :
- le management des connaissances (veille et apprentissage) ;
- l'ingénierie des connaissances qui assure la cohérence de la mémoire de l'entreprise ;
- le partage des connaissances et de l'information, structuré en communautés de pratique, en fonction des métiers présents ou des centres d'intérêt partagés.

### Management des connaissances
La gestion des connaissances doit avoir un sponsor au plus haut niveau hiérarchique possible, et tous les intermédiaires doivent prendre part à la démarche. Le management fixe l'objectif (relatif à l'activité de l'entreprise) et doit participer à l'identification et la sélection des savoirs stratégiques afférents, et également à l'exploitation des connaissances tout en assurant leur protection. Le management doit assurer des actions de coaching d'équipe et motiver les salariés à collaborer, en transformant les éventuelles structures verticales tayloriennes, en structures horizontales fonctionnant par projet, pour tendre vers une organisation apprenante.
Davenport (1997 et 1998) soulignent cinq facteurs clefs côté management, synthétisés par Rodríguez (2006) :
- La culture orientée vers la connaissance : une culture favorable et compatible avec la gestion de la connaissance est fondamentale pour garantir le succès des projets[28].
- Un appui au personnel directif : dans un projet qui touche à l'ensemble de l'organisation, l'appui des équipes directives semble fondamental pour disposer des possibilités de succès[28].
- Un lien avec la valeur économique ou la valeur de marché : les processus de gestion de la connaissance peuvent être très coûteux ce qui conseille la recherche d'un type de bénéfice pour l'organisation (une concurrence, une satisfaction des utilisateurs, etc.)[28].
- Une orientation du processus : on recommande une évaluation diagnostique qui oriente le développement du processus et qui permet d'avoir une bonne idée des destinataires et des participants, de la satisfaction qui est générée et de la qualité de ce qui s'offre[28].
- Des pratiques de motivation : il est fondamental de motiver et stimuler les participants pour qu'ils partagent la connaissance[28]. Les enjeux de la gestion des connaissances portent également sur la visibilité des activités R&D de ces institutions à l’échelle mondiale. La recherche scientifique est de plus en plus concurrentielle et internationale ; assurer une bonne exposition passe par une gestion efficace de sa productivité[28].

### Ingénierie des connaissances
En gestion des connaissances, il y a trois facteurs clés du côté de l'ingénierie des connaissances :
- Une infrastructure technique et institutionnelle : implanter un système de gestion de la connaissance est plus simple et agile si on dispose d'une infrastructure adéquate technologique et si on dispose du personnel compétent pour utiliser celle-ci[28].
- Une clarté d'objectifs et de langage : il est nécessaire de clarifier ce qui désire être obtenu et, par conséquent, les objectifs qui essaient de se rejoindre au moyen du développement du processus en essayant d'éviter des bruits et des interprétations mauvaises par manque de concrétion[28].
- Une structure de connaissances : la connaissance doit être structurée de façon que son exploitation soit flexible pour qu'elle puisse réellement être utile[28].

La gestion de contenu est l'un des autres chantiers de l'ingénierie des connaissances. Elle vise à :
- organiser les taxonomies et thésaurus ou autres modèles de classification en s'appuyant sur des données de référence,
- unifier les différents systèmes de gestion de contenu,
- vérifier la qualité et la sécurité des données,
- vérifier la sécurité des informations manipulées par les principaux acteurs de l'entreprise (en particulier les équipes d'intelligence économique),
- optimiser les accès internet aux ressources Web.

L'utilisation des métadonnées, élément constituant de l'interopérabilité entre applications, facilite la mise en œuvre du chantier de gestion de contenu. Les métadonnées permettent de structurer les taxonomies.

### Partage des connaissances
En gestion des connaissances, un autre facteur clé est de proposer divers canaux qui facilitent le transfert de connaissance.
Par exemple, la mise en place d’un référentiel des connaissances au sein de l'intranet permet la formation des nouveaux arrivants dans une organisation. De même pour les acteurs en place, la mise en commun de cours de formation en ligne par l’intermédiaire d’un référentiel des connaissances, et la possibilité d’y accéder à tout un moment, est un facteur de sécurisation tant à court terme (capacité à intégrer tout nouveau concept) qu'à plus long terme (capacité à évoluer par auto-formation).

## Stratégies: du tacite à l'explicite

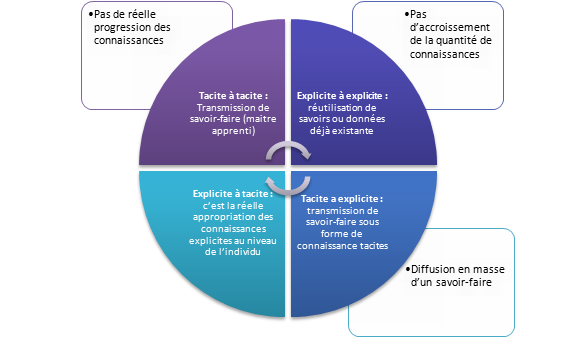
Flux de connaissances dans l'entreprise

Les nouvelles connaissances au sein de l’entreprise sont toujours dues aux individus. Or la plupart des nouvelles idées sont tacites. Effectivement, une innovation découle quasiment toujours d’une idée tacite provenant d’un individu ou d’un groupe d’individus, idée qui devra être transformée en connaissance explicite, comme un cahier des charges.
Pour créer du savoir, on peut identifier quatre modèles de flux de connaissances au sein de l’entreprise :
- Tacite à tacite : socialisation
- Tacite à explicite : externalisation
- Explicite à explicite : combinaison
- Explicite à tacite : internalisation

Le défi est donc d’arriver à capter ces savoirs tacites, les canaliser, et finalement les rendre explicites afin de pouvoir les transmettre au reste de l’entreprise, du réseau.
Le schéma classique serait alors d’apprendre les secrets tacites, de les traduire en savoir explicite, de standardiser ce savoir en procédure ou manuel et de s'approprier ce savoir au niveau individuel.
Ceci nécessite donc, au-delà de la connaissance des savoirs, de mettre en place une méthode d’apprentissage et d’amélioration continue au sein de l’entreprise, notamment en développant le mode de raisonnement des responsables afin de transmettre les savoirs des uns aux autres.
D'après What's Your Strategy for Managing Knowledge?, l'entreprise est amenée à définir une stratégie d'entreprise et à se positionner sur les marchés convoités. En fonction de son positionnement (haut de gamme, moyen gamme, entrée de gamme), elle doit mettre en place une stratégie de gestion des connaissances cohérente. On distingue traditionnellement deux types de stratégies : la codification et la personnalisation.

### Codification

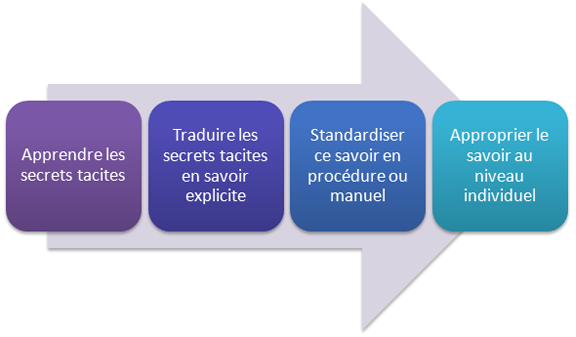
Transmission de savoir dans l'entreprise

Les informations nécessaires au sein de l'entreprise sont majoritairement des connaissances explicites. Cette stratégie consiste à investir dans un système d'information très élaboré, ceci afin de mieux intégrer la plupart des informations nécessaires pour répondre aux besoins du client. Les connaissances vont être codifiées, stockées puis seront réutilisées par tout salarié de l’entreprise qui pourra y avoir accès dès qu’il le souhaite (documents de connaissance). On parle de connaissance de type « personne à document ». Cela permet un gain d'efficacité. La codification nécessite un recrutement de profils dits opérateurs capables d'intégrer et de reproduire un processus. On parle de praticien. Le capital de connaissances est ici réutilisable à peu de frais, à condition que peu de modifications soient nécessaires d’un projet à l’autre.
Les entreprises utilisant une stratégie de codification sont majoritairement des entreprises avec des produits standardisés où des réutilisations de documents ou données sont possibles pour répondre aux attentes des clients. On peut citer, par exemple, des entreprises industrielles avec des produits sur commande.

### Personnalisation des solutions
La seconde stratégie est le management des connaissances dit par personnalisation. Elle s’appuie plus sur le dialogue et sur le constat que certaines données ne peuvent être codifiées. Dans ce cas, on parle essentiellement de connaissances tacites et il semble plus difficile de les enregistrer. Leur transmission requiert une communication interpersonnelle fondée sur un partage d'expériences à long terme, on parle de connaissance du type « personne à personne » (brainstorming, conversations individuelles). Bien sûr, la documentation électronique existe mais elle ne constitue pas un objet de connaissances à proprement parler ; elle permet d’identifier les porteurs de connaissances afin de les contacter. Le salarié est considéré comme un inventeur qui doit en permanence appliquer ses capacités analytiques et sa créativité à chaque nouveau problème. On parle d'économie d'expertise.
Pour transmettre le savoir, les entreprises utilisant cette stratégie appliquent différentes méthodes comme la mise en place de réunions régulières entre collaborateurs, des sessions de brainstorming (remue-méninges en français), des contacts facilités par présence sur des bases de données, etc.
Cette stratégie est particulièrement utilisée par des entreprises innovantes, ou proposant des solutions personnalisées à chaque client.

### Choix entre les stratégies
Mener la stratégie de codification et de personnalisation de front peut mettre en péril une entreprise. Dans le cas de grandes entreprises, les deux stratégies ne peuvent cohabiter que dans deux services différents. De nombreux échecs se sont manifestés lorsque l’entreprise a tenté de changer de stratégie.[réf. souhaitée]
Si l’entreprise opte pour une stratégie de codification après une longue durée de personnalisation, les clients peuvent lui reprocher d’attribuer des solutions toutes faites plutôt que du sur‐mesure. Le changement inverse tend à encourager les collaborateurs à innover, alors qu’une solution déjà existante peut être tout aussi adaptée. Bien entendu l’une n’exclut pas totalement l’autre. [réf. souhaitée]
C’est la stratégie concurrentielle qui dicte la stratégie de gestion du savoir. Il y a trois questions primordiales qui servent à orienter ce choix.[réf. souhaitée]
- L'entreprise propose-t-elle des produits standardisés (produits industriels ou services) plutôt que des produits sur-mesure ?
  - Si elle propose des produits standardisés alors la codification sera plus appropriée.
- L'entreprise propose-t-elle une stratégie fondée sur un produit arrivé à maturité ou un produit novateur ?
  - Si le produit est à maturité alors le modèle de réutilisation via codification sera plus profitable. Le cycle de vie (commerce) du produit est donc important.
  - En revanche, si le caractère novateur du produit prime, alors la personnalisation est plus judicieuse.
- Les individus de l'entreprise utilisent-ils des connaissances tacites ou des connaissances explicites ? Par exemple, l’expérience scientifique ou technologique, le savoir-faire opérationnel correspondent à des connaissances tacites qui nécessitent le recours à l’approche « personne à personne ».
  - Le coût pour mettre en œuvre une stratégie de codification peut être élevé si l'entreprise ne fonctionne qu'avec des connaissances tacites.

Le tableau suivant résume ce choix : codification et/ou réutilisation ?
|                                    | OUI | NON |
| ---------------------------------- | --- | --- |
| Produits standardisés ?            | Privilégier la codification et la réutilisation des connaissances pour abaisser le coût de revient.                        | Préférer la personnalisation pour améliorer la qualité du service rendu en fonction de demandes variables.                            |
| Produit novateur ?                 | La personnalisation permettra de stimuler l’innovation dans l’entreprise.                                                  | Mettre en place le modèle de réutilisation pour optimiser le savoir accumulé autour du produit.                                       |
| Connaissances tacites mobilisées ? | La connaissance s’acquiert par socialisation entre les individus. La personnalisation est donc la stratégie à privilégier. | La codification est logiquement mise en place pour partager les connaissances explicitées dans des documents ou à travers des outils. |

Quel que soit le choix, il est nécessaire que ce soit les responsables de l’entreprise qui souscrivent activement à l’une des méthodes par une direction forte, conçue comme prolongement d’une stratégie concurrentielle bien définie.
Il est important de noter que cette stratégie ne dépend pas du secteur d'activité. En effet, au sein d’un même secteur, on retrouve des stratégies différentes comme le montre le tableau ci-dessous.
| Secteur                     | CODIFICATION                              | PERSONNALISATION |
| --------------------------- | ----------------------------------------- | --- |
| Conseil en stratégie        | EY[réf. souhaitée] Mazars[réf. souhaitée] | Bain & Company[réf. souhaitée] McKinsey & Company[réf. souhaitée] Boston Consulting Group[réf. souhaitée] Roland Berger Strategy Consultants[réf. souhaitée] |
| Constructeurs informatiques | Dell[réf. souhaitée]                      | Hewlett-Packard[réf. souhaitée] |
| Santé                       | Access Health[réf. souhaitée]             | Memorial Sloan-Kettering[réf. souhaitée] |

La gestion des connaissances s'inscrit dans ce sens comme un enjeu essentiel dans des démarches ré-organisationnelles ou d'amélioration continue. En général, une entreprise choisit une stratégie de gestion des connaissances quand elle ne veut pas augmenter ses coûts et rester compétitive sur le marché.[réf. souhaitée]

## Outils et technologies
Les outils et les technologies de gestion de connaissance permettent de gérer l'ensemble des connaissances explicites des acteurs de l'organisation et la mise en relation des usagers de l'organisation vers les individus ayant des connaissances tacites permettant d'effectuer une mission dans l'organisation.
Les outils et les technologies de gestion des connaissances peuvent être classés en fonction du type de stratégie mise en œuvre dans une organisation :
|        |           | VERS                         | VERS                                                            | VERS                           | VERS |
| Tacite | Tacite    | Explicite                    | Explicite                                                       |                                | |
| DE     |           |                              |                                                                 |                                | |
| ------ | --------- | ---------------------------- | --------------------------------------------------------------- | ------------------------------ | --- |
| DE     | Tacite    | Socialisation                | Socialisation                                                   | Externalisation                | Externalisation |
| DE     | Tacite    | Localisation des compétences | - Outils de localisation d'individus - Annuaire des compétences | Transmettre                    | - Courrier électronique |
| DE     | Tacite    | Imitation                    | - Outils…                                                       | Diffuser                       | - Liste de diffusion - Réseau social (Twitter, Facebook, etc)                                                                                     |
| DE     | Tacite    | Induction                    | - Outils…                                                       | Questionner                    | - Forum |
| DE     | Tacite    | Association                  | - Outils…                                                       | Salon de discussion            | - IRC |
| DE     | Tacite    | Essais et erreurs            | - Outils…                                                       | Apprentissage non supervisé    | - Outils… |
| DE     | Tacite    | Répétition                   | - Outils…                                                       | Apprentissage par renforcement | - Outils… |
| DE     | Tacite    | Immersion                    | - Outils…                                                       | Langage de modélisation        | - UML |
| DE     | Explicite | Internalisation              | Internalisation                                                 | Combinaison                    | Combinaison |
| DE     | Explicite | Explication                  | - Formation en ligne                                            | Classification                 | - Taxonomie - Folksonomie - Catégorisation - Thésaurus documentaire                                                                               |
| DE     | Explicite | Carte heuristique            | - Schéma de classification - Schéma conceptuel                  | Modéliser                      | - Réseau sémantique - RDF - Knowledge Acquisition and Documentation Structuring (KADS)                                                            |
| DE     | Explicite | Cartographie d'information   | - Cartographie sémantique                                       | Collecter                      | - Text mining - Data mining - Cartographie dynamique                                                                                              |
| DE     | Explicite | Langage de modélisation      | - UML                                                           | Système expert                 | - Agent logiciel |
| DE     | Explicite |                              |                                                                 | Partage                        | - Gestion électronique des documents (GED) - Groupware - Agent logiciel - Base de connaissances - Base de données RDF - Entrepôt de données - ERP |

Les logiciels nommés plateforme intégrée de knowledge management peuvent regrouper plusieurs des aspects décrits dans le tableau précédent. Ils s'occupent à la fois de la gestion de contenu, de la collaboration, de la gestion des processus, etc. Parmi ces outils on peut citer les plateformes de Wikis, des blogs, des réseaux sociaux, etc.
La difficulté de ces outils et technologies est de traduire les connaissances tacites en connaissances explicites qui pourront ensuite être partagées. Pour aborder ce problème, les éditeurs de logiciels intègrent des outils pour la gestion des interactions comme des annuaires couplés à un système de messagerie numérique avec une gestion électronique des documents. Cette stratégie consiste à récolter au fil de l'eau les documents numériques d'une organisation afin de construire automatiquement une base de données exploitables pour d'autres usagers. Cette stratégie à l'aide d'outils comme ceux du traitement automatique du langage naturel permet de mettre en œuvre un moteur de recherche à moindre frais dans l'entreprise. Cependant, les connaissances restent difficilement accessibles si l'usager ne sait pas exactement ce dont il a besoin dans sa mission. La construction de base de connaissances est une tâche difficilement automatisable.
On peut prendre l'exemple de Google, leader dans le domaine de la recherche, qui a choisi de sponsoriser Wikidata pour obtenir une base de connaissances de qualité car elle sera construite manuellement.

### Réseau social
L'outil le plus symptomatique de cette gestion des interactions plutôt que des connaissances est le réseau social.
Il en existe différents types en fonction des intérêts des individus et des organisations :
- Réseau social grand public: il s'agit de réseaux accessibles à tous par Internet tels que Facebook ou Twitter.
- Réseau social professionnel : ce type de réseau permet aux professionnels de partager leurs compétences en dehors de l'entreprise comme Linkedin ou Viadeo. Cela permet en général de valoriser l'entreprise. Ces réseaux permettent également d'établir des contacts en vue d'un recrutement.
- Réseau social d'entreprise : ce type de réseau est destiné aux collaborateurs, partenaires et clients. Il est utilisé aussi bien par des entreprises de grande taille (IBM, Microsoft…) que de petites et moyennes organisations visant à centraliser et fluidifier les échanges internes en sortant de l'e-mail.

Les réseaux sociaux se distinguent nettement des autres sources d'informations ou de connaissances déjà identifiées comme telles, en ce sens qu'ils requièrent une appartenance. Cette appartenance se matérialise très souvent par une inscription ou souscription en ligne menant à la création d'un compte (ex : Facebook, Twitter, Viadeo, Linkedin…). De cette manière et à l'instar de l'utilisation d'un moteur de recherche classique, l'utilisateur se doit de rentrer dans le réseau social et d'y créer des liens pour accéder aux sources d'informations et de connaissances. De cette manière, le réseau social permet de centrer l'intérêt sur l'individu. C'est donc l'information et la connaissance qui s'adaptent aux attentes de l'utilisateur.
Au sein d'un réseau social, les informations personnelles sont traitées comme n'importe quelle information et des algorithmes tentent de deviner ce qui susciterait l'attention de l'individu et sélectionnerait des informations encore inconnues de la personne pour les lui proposer ensuite. Une forme de sérendipité est ainsi reproduite artificiellement,. Le réseau social utilise donc directement l'individu pour partager les données qu'il lui fait parvenir et avec lequel il interagit mais dont le sens des informations lui échappe.
Face au succès des réseaux sociaux comme Facebook ou Twitter et en 2013, des révélations d'Edward Snowden sur la collecte de données à grande échelle sur le réseau Internet à des fins d'espionnage économique, les organisations avec ou sans stratégie de codification ou personnalisation déploient maintenant leur propre réseau social au sein de leur intranet afin de protéger les informations que l'on peut obtenir ou déduire de cette forme d’interactions sociales.

## Limites à la gestion rationnelle des connaissances
La mise en place de méthodes de gestion de la connaissance pose aussi des enjeux humains. La volonté stratégique d'une organisation de s'approprier et de pérenniser les connaissances en son sein, au-delà des compétences des uns et des autres, peut entraîner une certaine méfiance des acteurs impliqués : une fois leurs connaissances intégrées au système de gestion, quelle sera leur valeur ajoutée ? Dans quels buts les méthodes de gestion et d'apprentissage collectif ont-elles été mises en place ? Ainsi, la stratégie de l'organisation qui met en place le management de la connaissance, peut se heurter aux stratégies individuelles de ses acteurs. Il convient d'intégrer les caractéristiques propres à la situation pour parvenir à une gestion de la connaissance efficace. [réf. souhaitée]
Un autre frein existe du côté du management car les apports d'une gestion des connaissances sont difficiles à anticiper et à chiffrer. Le problème de la valorisation des connaissances elle-même pose également problème. L'implémentation d'un système de gestion des connaissances représente des coûts non négligeables, les dirigeants souhaitent donc pouvoir calculer un retour sur investissement (ROI : Return On Investment). Il est très difficile de calculer le ROI pour un projet de gestion des connaissances car cela en revient à évaluer quantitativement la valeur de la connaissance acquise par les acteurs de l'entreprise, comme il a été dit dans un article d'Emmanuelle Delsol « Peut-on imaginer un seul instant calculer le retour sur investissement (ROI) d'un abonnement à une bibliothèque, d'une visite au centre culturel ou de l'inscription d'un enfant à l'école ? Chiffrer les bénéfices de la gestion des connaissances en entreprise relèverait d'une démarche similaire… cela impliquerait de trouver un outil de mesure pour l'immatériel ! »
Dans les entreprises qui n'ont pas de politique de gestion des connaissances, la plus grande partie de la connaissance est donc tacite. Quand une entreprise cherche à expliciter ces connaissances, cette formalisation des savoirs tacites soulève un problème plus profond lié à la gestion des connaissances : jusqu'à quel point peut-on remplacer l'expérience individuelle et le vécu professionnel par de la connaissance transmise depuis une source extérieure ? De plus, l'erreur et l'apprentissage sont également des modes importants de création de connaissances personnelles.[réf. souhaitée]
La mise en place de nouveaux outils de gestion des connaissances se heurte à une résistance au changement toujours présente dans les entreprises car l'intérêt à court, moyen, ou long terme n'apparaît pas forcément clairement. Le poids du nombre d'outils à utiliser pour maîtriser les flux et les masses d'informations (SAP, Oracle Applications…) est également à prendre en compte comme frein. Par exemple, les entreprises et les enseignants adoptent majoritairement des logiciels comme PowerPoint ou le courrier électronique comme base de communication. Or, on constate que les technologies de l'information peuvent occasionner une dégradation de la qualité des informations transmises.
Une autre crainte de la mise en œuvre d'une gestion des connaissances est la formalisation poussée à l'extrême des connaissances disponibles dans l'entreprise qui peut alors devenir un frein à l'innovation. Cette formalisation peut enfermer les échanges de connaissances dans des procédures trop strictes. Ainsi, une gestion des connaissances trop rigoriste peut limiter la création de nouveaux savoirs et devenir contre-productive.[réf. souhaitée]
En matière de sécurité, la centralisation des informations et connaissances, par exemple dans des bases de données, crée des problèmes de sécurité des données qui peuvent être sensibles.
Enfin, la confusion sémantique qui existe naturellement dans l'esprit des gens entre les concepts de données, informations, connaissances, compétences, inférences et intelligence ne facilite pas le déploiement des démarches de gestion rationnelle des connaissances.